# Seymour (Tennessee)
Seymour ist eine Siedlung auf gemeindefreiem Gebiet im Sevier County sowie zu einem kleinen Teil im Blount County im US-amerikanischen Bundesstaat Tennessee. Zu statistischen Zwecken ist der Ort zu einem Census-designated place (CDP) zusammengefasst worden. Im Jahr 2020 hatte Seymour 11.170 Einwohner.
Seymour liegt in der Knoxville Metropolitan Area, der Metropolregion um die Stadt Knoxville.

## Geografie
Seymour liegt im Osten Tennessees unweit des French Broad River, dem linken Quellfluss des Tennessee River, der über den Ohio zum Stromgebiet des Mississippi gehört.
Die geografischen Koordinaten von Seymour sind 35°53′26″ nördlicher Breite und 83°43′29″ westlicher Länge. Das Ortsgebiet erstreckt sich über eine Fläche von 32,7 km².
Nachbarorte von Seymour sind Sevierville (23,4 km östlich), Pigeon Forge (28 km südöstlich), Walland (22,9 km südsüdwestlich), Eagleton Village (20,7 km südwestlich), Alcoa (24,8 km in der gleichen Richtung) und Rockford (21,7 km westsüdwestlich).
Das Stadtzentrum von Knoxville befindet sich (18,5 km nordwestlich). Die nächstgelegenen weiteren größeren Städte sind Lexington in Kentucky (295 km nordnordwestlich), Charlotte in North Carolina (356 km ostsüdöstlich), Greenville in South Carolina (255 km südöstlich), Atlanta in Georgia (307 km südlich), Chattanooga (198 km südwestlich), Tennessees Hauptstadt Nashville (308 km westlich), Bowling Green in Kentucky (350 km nordwestlich) und Kentuckys größte Stadt Louisville (401 km nordwestlich).

## Verkehr
Der U.S. Highways 441 führt von Nordwest nach Südost durch Seymour. Alle weiteren Straßen sind untergeordnete Landstraßen, teils unbefestigte Fahrwege sowie innerörtliche Verbindungsstraßen.
Der nächste Flughafen ist der an der 30 km westsüdwestlich gelegene McGhee Tyson Airport von Knoxville.

## Bevölkerung
Nach der Volkszählung im Jahr 2010 lebten in Seymour 10.919 Menschen in 4266 Haushalten. Die Bevölkerungsdichte betrug 333,9 Einwohner pro Quadratkilometer. In den 4266 Haushalten lebten statistisch je 2,56 Personen.
Ethnisch betrachtet setzte sich die Bevölkerung zusammen aus 97,2 Prozent Weißen, 0,7 Prozent Afroamerikanern, 0,2 Prozent amerikanischen Ureinwohnern, 0,6 Prozent Asiaten sowie 0,3 Prozent aus anderen ethnischen Gruppen; 1,1 Prozent stammten von zwei oder mehr Ethnien ab. Unabhängig von der ethnischen Zugehörigkeit waren 1,7 Prozent der Bevölkerung spanischer oder lateinamerikanischer Abstammung.
23,1 Prozent der Bevölkerung waren unter 18 Jahre alt, 61,5 Prozent waren zwischen 18 und 64 und 15,4 Prozent waren 65 Jahre oder älter. 51,5 Prozent der Bevölkerung waren weiblich.
Das mittlere jährliche Einkommen eines Haushalts lag bei 58.150 USD. Das Pro-Kopf-Einkommen betrug 24.061 USD. 7,0 Prozent der Einwohner lebten unterhalb der Armutsgrenze.